# Ягунькіно (Козловський район)
Ягу́нькіно (рос. Ягунькино, чув. Якунькă) — присілок у складі Козловського району Чувашії, Росія. Входить до складу Карачевського сільського поселення.
Населення — 120 осіб (2010; 151 у 2002).
Національний склад:
- чуваші — 95 %